# Baigts
Baigts – miejscowość i gmina we Francji, w regionie Nowa Akwitania, w departamencie Landy.
Według danych na rok 1990 gminę zamieszkiwało 350 osób, a gęstość zaludnienia wynosiła 30 osób/km² (wśród 2290 gmin Akwitanii Baigts plasuje się na 835. miejscu pod względem liczby ludności, natomiast pod względem powierzchni na miejscu 952.).